# Stoki (województwo lubuskie)

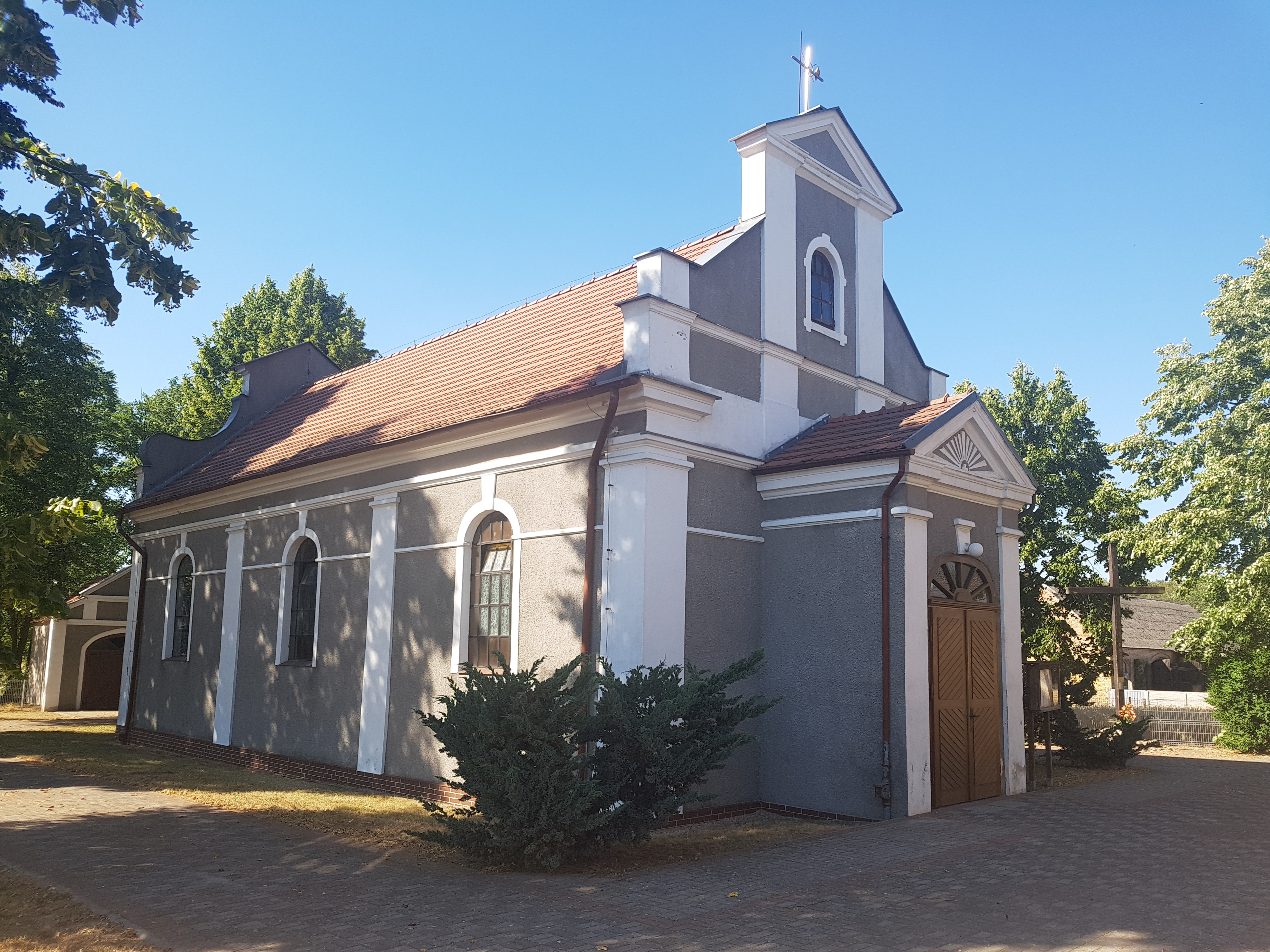
Kościół należący do rzymskokatolickiej parafii w Silnej

Stoki (pol. hist. "Stok"  ) – wieś sołecka w Polsce położona w województwie lubuskim, powiecie międzyrzeckim, gminie Pszczew.

## Historia
Miejscowość pierwotnie związana była z Wielkopolską. Ma metrykę średniowieczną i istnieje co najmniej od początku XV wieku. Wymieniona w dokumencie zapisanym po łacinie z 1466 "Stok", 1475 "Stock", 1478 "Sthok"  .
Okolice miejscowości zasiedlone były jednak wcześniej. W 1982 podczas badań archeologicznych na gruntach sąsiadujących ze wsią odkryto zniszczone cmentarzysko kultury łużyckiej oraz ślady osadnictwa wczesnośredniowiecznego związane z położonym około kilometra na południowy zachód od miejscowości silnie zniwelowanym grodziskiem z przylegającymi do niego osadami datowanymi na IX-X wiek .
Stoki zawdzięczają swoją nazwę położeniu w dorzeczu "ściekających strumieni".
Wieś od wieków posiada rolniczy charakter i długie tradycje samorządu wiejskiego. Pierwsza wzmianka o sołtysie pochodzi z XV wieku. Wieś należąca do klucza pszczewskiego biskupów poznańskich. W 1475 miejscowość należała do powiatu poznańskiego Korony Królestwa Polskiego, a w 1508 do parafii Pczew .
W 1466 odnotowany został imiennie Piotr zwany Kozieł sołtys Stoków, który okazał biskupowi poznańskiemu Andrzejowi Bnińskiemu dokument pergaminowy szlachcica Marcina Jarogniewskiego z Konina koło Pniew gdzie w latach 1426-57 występuje ww nim jako tenutariusz pszczewski na sołectwo w Stokach. Sołtys prosi o jego potwierdzenie, a biskup stwierdza, że dokument nie jest podejrzany i przyznaje mu, oraz jego następcom, 2 łany o szerokości 10 prętów, 3 ostrowy, na których ma wysiewać 4 ćwiertnie zboża jakiego chce. Biskup daje także sołtysowi trzeci łan oraz zarośla w Stokach nowo wykarczowane .
Miejscowość wspominały historyczne dokumenty prawne, własnościowe i podatkowe. W 1478 Stoki odnotowano w wykazie zaległości podatkowych. W 1508 odnotowano pobór od 13 półłanków po 3 grosze, od karczmy 7 groszy. W 1509 pobór od 13 półłanków, sołtys płacił z jednego łana, a od karczmy pobrano 3 grosze. W 1510 pobór od 14 półłanków. W 1563 pobór od 4,5 łana, jednego łana sołtysiego oraz karczmy dorocznej. W 1580 miał miejsce pobór od 6,5 łana, 4 zagrodników, 2 komorników i od kowala. W 1564 w Stokach było 20 łanów w tym 9 osiadłych, 3 łany sołtysie, 7,5 łanów opuszczonych. Z łanów osiadłych płacono czynsz po 24 grosze, ćwiertnię owsa, 2 koguty, 30 jaj. Jeżeli łany opustoszałe były dzierżawione, to płacono z nich po 24 groszy. Z łanów sołeckich z tytułu służby sołtys dawał 2 floreny 4 grosze, a karczmarz płacił 24 grosze oraz opłatę zwaną "stawne" pobieraną zwyczajowo. W sumie dochód z Stoków wyniósł w 1580 10 grzywien, 16 groszy, 18 kogutów, 9 ćwiertni owsa, 4,5 kopy jaj  . 
W 1580 wieś duchowna Stok była własnością biskupa poznańskiego. Położona była w kluczu Pszczew w powiecie poznańskim województwa poznańskiego w Rzeczypospolitej Obojga Narodów. W XVII wieku została zniszczona w czasie potopu szwedzkiego, a ludność zdziesiątkowana przez epidemię dżumy.
Po II rozbiorze Polski Stoki znalazły się w zaborze pruskim. Skonfiskowano dobra biskupie, jednak pszczewskie probostwo zachowało tutaj pięćsethektarowy folwark. W XIX wieku miejscowość odnotowana została przez Słownik geograficzny Królestwa Polskiego pod nazwą "Stoki", "Stok" oraz "Stokki", a także pod zgermanizowaną, urzędową nazwą "Stocki". Odnotowano istnienie miejscowej szkoły. Wieś przynależała do okręgu pocztowego i parafii w Pszczewie.  Znajdowało się w niej 48 dymów czyli domów zamieszkanych przez 436 mieszkańców w tym 425 było wyznania katolickiego, a 11 protestantów. Wieś liczyła w sumie 1112 hektarów w tym 582 ziem uprawnych, 97 łąk, 215 lasu 
W okolicy wsi znajduje się kilka kapliczek i przydrożnych krzyży. Okazały wiąz szypułkowy rosnący we wsi uznano za pomnik przyrody.
W 1918 roku po wygranym przez Polaków powstaniu Wielkopolskim Stoki znalazły się w granicach II Rzeczypospolitej. W okresie międzywojennym w miejscowości stacjonowała placówka Straży Granicznej I linii „Stoki”. W 1924 roku przebudowano owczarnię na kościół i erygowano parafię pw. św. Wojciecha.
W latach 1975–1998 miejscowość położona była w województwie gorzowskim.